# Stawiska (województwo warmińsko-mazurskie)
Stawiska (niem. Stawisken) – osada w Polsce położona w województwie warmińsko-mazurskim, w powiecie węgorzewskim, w gminie Węgorzewo, sołectwo Stawiska.
W latach 1975–1998 miejscowość administracyjnie należała do województwa suwalskiego.

## Historia
Wieś powstała między 1565, a 1570 rokiem. W roku 1574 było tu 18 chłopów, którzy gospodarzyli na 30 włókach. Wieś należała do Lehndorffów ze Sztynortu.
Szkoła w Stawiskach powstała w 1737 roku. W 1852 roku uczyło się w niej 85 dzieci, a w roku 1935 85 dzieci. Podczas akcji germanizacyjnej nazw miejscowych i fizjograficznych utrwalona historycznie nazwa niemiecka Stawisken została w 1938 r. zastąpiona przez administrację nazistowską sztuczną formą Teichen. Po II wojnie światowej szkołę podstawową utworzono tu w roku 1960. W roku szkolnym 1966/67 była to szkoła czteroklasowa.